# 哈通阿爾法帕塔山
13°31′24″S 71°10′03″W / 13.52333°S 71.16750°W
哈通阿爾法帕塔山（Jatun Alfapata），是秘魯的山峰，位於該國東南部庫斯科大區，由保卡坦博省和基斯皮坎奇省負責管轄，屬於韋爾卡努塔山脈的一部分，海拔高度約5,390米。